# Ciência Religiosa

Ciência Religiosa, emblema

A Ciência Religiosa, também conhecida como Ciência da Mente é um movimento religioso e filosófico fundado em 1927 por Ernest Holmes, dentro no Movimento do Novo Pensamento.
Em geral, o termo "Ciência da Mente" se aplica aos ensinamentos, enquanto o termo "Ciência Religiosa" se aplica às organizações. No entanto, os fiéis frequentemente usam tais termos de modo equivalente. Ernest Holmes afirmou que "a Ciência Religiosa é uma correlação das leis da ciência, opiniões filosóficas, e revelações da religião aplicadas às necessidades humanas e às aspirações do homem". Ele também afirmou que a Ciência Religiosa / Ciência da Mente (RS / SOM) não é baseada em qualquer "autoridade" de crenças estabelecidas, mas sim em "o que pode realizar" para as pessoas que a praticam.